# 鶴田村 (岡山県)
鶴田村（たづたむら）は、岡山県久米郡にあった村。
現在の岡山市北区建部町三明寺、建部町角石畝、建部町角石谷、建部町鶴田、建部町和田南に当たる。岡山市の最北端である。
建部町角石畝、建部町角石谷、建部町和田南と対になる地名として、旧・久米郡大垪和村（現・久米郡美咲町）大字角石祖母、和田北がある。

## 沿革
- 1889年6月1日 - 町村制施行に伴い、久米北条郡三明寺村、角石畝村、角石谷村、和田南村が合併し、鶴田村となる。大字和田南に役場を置く。
- 1900年4月1日 - 久米北条郡が久米南条郡と合併し、久米郡となる。
- 1955年2月1日 - 久米郡福渡町と合併し、改めて福渡町が発足。同日鶴田村廃止。

## 地名の読み方
- 三明寺 （さんみょうじ）
- 角石畝 （ついしうね）
- 角石谷 （ついしだに）
- 鶴田 （たづた）
- 和田南 （わだみなみ）
- 建部町三明寺 （たけべちょうさんみょうじ）
- 建部町角石畝 （たけべちょうついしうね）
- 建部町角石谷 （たけべちょうついしたに）
- 建部町鶴田 （たけべちょうたづた）
- 建部町和田南 （たけべちょうわだみなみ）

## 現在の様子

### 郵便番号
- 709-3101 岡山市北区建部町鶴田
- 709-3102 岡山市北区建部町和田南
- 709-3103 岡山市北区建部町角石畝
- 709-3104 岡山市北区建部町角石谷
- 709-3105 岡山市北区建部町三明寺

### 教育
旧村内に現在教育機関なし

### 交通

#### 鉄道
旧村内を走る鉄道及びその駅なし

#### 道路

##### 高速道路
旧村内を走る高速道路なし

##### 国道
旧村内を走る国道なし

##### 県道
- 主要地方道
  - 岡山県道30号落合建部線
  - 岡山県道70号久米建部線

- 一般県道
  - 岡山県道451号和田北鶴田線
  - 岡山県道456号下籾三明寺線

### 河川・山岳

#### 河川
- 旭川

#### 山岳
- 高倉山
- 高城山
- 城山

### 名所・旧跡・観光スポット・祭事・催事
- 古武道竹内流発祥の地

#### 寺院・神社
寺院
- 定林寺
- 真浄寺

神社
- 土佐神社
- 日高神社
- 和田神社

## その他
福渡町との合併時、三明寺、和田南の各一部から大字鶴田が生まれた。
この後、さらなる合併により、美作・久米郡から、備前・御津郡の建部町となり、平成の大合併により、岡山市の一部となった。
この合併により、初めて岡山市に美作の範囲（鶴田村を含めた福渡町域（現・岡山市北区建部町の一部））が含まれ、岡山市は備前・備中・美作の三国を含む自治体となった。